# Dragon's Dogma 2
Dragon's Dogma 2 (typographié Dragon's Dogma II) est un jeu vidéo action-RPG développé et publié par Capcom. Suite de Dragon's Dogma, sorti en 2012, le jeu est publié sur PlayStation 5, Microsoft Windows et Xbox Series le 22 mars 2024.

## Trame
Le joueur, incarnant à nouveau les Arisen, est pris entre un conflit géopolitique entre deux royaumes : Vermund et Battahl.

## Système de jeu
Dragon's Dogma 2 est un jeu vidéo action-RPG joué à la troisième personne. Dans le jeu, le joueur peut sélectionner une « vocation » qui a son propre style de jeu et ses propres capacités. Par exemple, le chevalier est capable de manier à la fois une épée et un bouclier pour les attaques offensives et la défense, tandis que le voleur est plus agile, excellant à esquiver plutôt qu'à se défendre contre les attaques. Tout au long du jeu, le joueur est accompagné de « pions » (ou Myrmidons), des personnages non jouables qui rejoignent son groupe. Ces personnages assistent les Arisen au combat, les guident vers les lieux de quête ou fournissent des informations sur les ennemis. Le joueur peut créer et personnaliser ces personnages et recruter deux pions supplémentaires créés par d'autres joueurs.
Le jeu se déroule dans un monde ouvert quatre fois plus grand que la carte du premier jeu. Des événements aléatoires peuvent survenir au cours d'une partie, obligeant le joueur à réagir et à s'adapter. Le jeu propose également un cycle jour-nuit dynamique, les ennemis étant plus puissants la nuit. Selon Capcom, la suite se déroule dans un « monde parallèle » à l'original, le jeu ayant ses propres personnages, factions et quêtes distincts.

## Développement
Dragon's Dogma 2 est réalisé par Hideaki Itsuno. L'un des principaux objectifs de l'équipe de développement est l'ajout d'améliorations aux mécanismes de jeu de son prédécesseur et l'inclusion de fonctionnalités qui ont été supprimées du premier jeu en raison de la technologie qui n'était pas facilement disponible à l'époque. En conséquence, Itsuno ajoute que « la suite n'inclura peut-être pas autant de choses qui semblent complètement nouvelles ou différentes, mais sera plus peaufinée et améliorée afin de réaliser un RPG et une aventure d'action plus immersive pour le joueur ». Par exemple, l'équipe a écrit davantage de dialogues pour les pions du jeu dans le but de répondre aux critiques des joueurs du premier opus. Selon Itsuno, l'équipe s'est inspirée de Grand Theft Auto V tout en créant le monde du jeu et le gameplay.
L'univers du jeu est très inspiré de l'Europe méditerranéenne médiévale, en particulier de la Sicile entre le monde médiéval classique et occidental pour la région humaine, la région féline s'inspire des territoires du monde arabe méditerranéen[réf. nécessaire].
Le jeu est officiellement annoncé par Capcom en juin 2022. Il est sorti sur PlayStation 5, Microsoft Windows et Xbox Series le 22 mars 2024.

## Accueil

### Critique
Dragon's Dogma 2 reçoit un accueil favorable de la presse, avec des scores allant de 86 % à 89 % selon les plateformes, d'après les critiques recensées par les agrégateurs OpenCritic et Metacritic,.

### Ventes
Le 2 avril 2024, Capcom rapporte que le jeu dépasse les 2,5 millions d'unités vendues dans le monde, après onze jours de commercialisation.
Puis, le 28 mai 2024, après deux mois de commercialisation, le jeu dépasse la barre des trois millions d'unités vendues dans le monde.

### Traduction
- (en) Cet article est partiellement ou en totalité issu de l’article de Wikipédia en anglais intitulé « Dragon's Dogma 2 » (voir la liste des auteurs).